# Кастионе Андевено
Кастио̀не Андевѐно (на италиански: Castione Andevenno, на западноломбардски: Castiùn, Кастиун) е село и община в Северна Италия, провинция Сондрио, регион Ломбардия. Разположено е на 468 m надморска височина. Населението на общината е 1554 души (към 2010 г.).